# Поти
Поти (груз. ფოთი) је град у Грузији у регији Мегрелија-Горња Сванетија. Налази се на обали Црног мора на ушћу реке Риони. Према процени из 2014. у граду је живело 41.465 становника.
Батуми и Поти су најважније луке Грузије. Поти је најважнија лука и за трговину континенталне државе Јерменије.

## Историја
Град на овом месту су у касном 7. и раном 6. веку пре нове ере основали грчки колонисти. Првобитно име је било Фасис (Φάσις). У грчком миту о Аргонаутима, овај град је био циљ Јасона и Аргонаута у потрази за Златним руном.
Као град на Путу свиле, Поти је у 5. веку нове ере био центар трговине робом из Индије, Централне Азије, Блиског истока и Средоземља. Касније су Турци овде подигли тврђаву.
Русија је заузела Поти 1828. Град је доживео процват после изградње пруге Тбилиси-Поти 1872. Најважнија роба која се извози преко ове луке је руда мангана.
У току Рата у Грузији августа 2008, руска авијација је у ноћи 8. на 9. августа бомбардовала луку Поти. Дана 14. августа у град су ушле руске тенковске и пешадијске јединице које су наставиле да уништавају бродове и опрему у луци. Руске трупе су се повукле 13. септембра.

## Становништво
Према процени, у граду је 2014. живело 41.465 становника.
| 1989.  | 2002.  | 2014.  |
| ------ | ------ | ------ |
| 50.922 | 46.161 | 41.465 |